# Karl (Württemberg-Bernstadt)
Karl von Württemberg-Bernstadt (* 11. März 1682 in Juliusburg; † 8. Februar 1745 in Bernstadt) war Herzog von Württemberg-Bernstadt.

## Leben
Karl war das einzige überlebende Kind des Herzogs Julius Siegmund von Württemberg-Juliusburg (1653–1684) aus dessen Ehe mit Anna Sophia (1647–1726), Tochter des Herzogs Adolf Friedrich I. von Mecklenburg-Schwerin. Bis 1704 unter Vormundschaft war er nach dem Tod seines Vaters 1684 Herzog von Württemberg-Juliusburg geworden. Er besuchte die Ritterakademie Rudolph-Antoniana in Wolfenbüttel. Nach dem Tod des Herzogs Sylvius II. Friedrich von Oels, übernahm Karls Onkel Christian Ulrich das Herzogtum Oels und Karl wechselte dadurch in das Teilherzogtum Bernstadt. Am 20. Dezember 1703 heiratete er in Meiningen Prinzessin Wilhelmine Luise (1686–1753), Tochter des Herzogs Bernhard I. von Sachsen-Meiningen. Die Ehe blieb kinderlos.
Karl regierte willkürlich und verschwenderisch. Seine Räte wandten sich 1740 deshalb an Kaiser Joseph I., der gegen den Herzog verfügte. Im Jahr 1742 bat Karl seinen Landeshauptmann um eine neue Perücke, die wegen „leerer Cassa“ nicht gewährt wurde. Er verkaufte die Herrschaft Goschütz und auch die Stadt Festenberg, letztere an den Grafen Heinrich von Reichenbach-Goschütz (1705–1775).
Da Karls Ehe kinderlos geblieben war, fiel Bernstadt nach seinem Tod an Herzog Karl Christian Erdmann von Oels, der damit wieder alle schlesischen Zweige des württembergischen Hauses auf seine Person vereinigen konnte.

## Weblink
- http://genealogy.euweb.cz/wurttemb/wurtt3.html

| Personendaten    | Personendaten                                                  |
| ---------------- | -------------------------------------------------------------- |
| NAME             | Karl                                                           |
| ALTERNATIVNAMEN  | Karl von Württemberg-Bernstadt; Carl von Württemberg-Bernstadt |
| KURZBESCHREIBUNG | deutscher Fürst                                                |
| GEBURTSDATUM     | 11. März 1682                                                  |
| GEBURTSORT       | Juliusburg                                                     |
| STERBEDATUM      | 8. Februar 1745                                                |
| STERBEORT        | Bernstadt                                                      |